# Richard Ploog
Richard Francis "Dick" Ploog (Ballarat, Victòria, 27 de novembre de 1936 - 14 de juliol de 2002) va ser un ciclista australià que es dedicà a la pista i que va córrer durant els anys 50 del segle xx.
El 1956 va guanyar la medalla de bronze als Jocs Olímpics de Melbourne en la prova de velocitat individual, per darrere Michel Rousseau i Guglielmo Pesenti.
En el seu palmarès també destaquen dues medalles d'or als Jocs de la Commonwealth, el 1954 i 1958.

## Palmarès
- 1954
  -  Medalla d'or del Quilòmetre contrarellotge dels Jocs de la Commonwealth
- 1956
  -  Medalla de bronze als Jocs Olímpics de Melbourne en velocitat individual
- 1958
  -  Medalla d'or de velocitat del Jocs de la Commonwealth